# کلاتونیا (نبراسکا)
کلاتونیا(به انگلیسی: Clatonia) شهری در ایالت نبراسکا کشور ایالات متحده آمریکا است که جمعیت آن در سرشماری سال ۲۰۱۰ میلادی، ۲۳۱ نفر بوده‌است.